# Condado de Tazewell (Virgínia)
O Condado de Tazewell é um dos 95 condados do estado americano de Virgínia. A sede do condado é Tazewell, e sua maior cidade é Tazewell. O condado possui uma área de 1 347 km² (dos quais 0 km² estão cobertos por água), uma população de 44 598 habitantes, e uma densidade populacional de 15 hab/km² (segundo o censo nacional de 2000). O condado foi fundado em 20 de dezembro de 1799.